# Raport Wernera
Raport Wernera – raport w sprawie możliwości zakończenia procesu tworzenia unii gospodarczo-walutowej, przedstawiony w 1970 r.
W roku 1969 na szczycie Wspólnoty w Hadze przywódcy państw europejskich powołali do życia grupę wysokiego szczebla, której przewodniczącym został ówczesny premier i minister finansów Luksemburga Pierre Werner. Zadaniem grupy było przygotowanie raportu w sprawie możliwości zakończenia procesu tworzenia unii gospodarczo-walutowej przed rokiem 1980. Wersję ostateczną raportu przedstawiono Radzie w październiku 1970 r.; zawierał on opis trzech etapów, a ostatnim miało być wprowadzenie wspólnej europejskiej waluty.
Pomiędzy państwami członkowskimi istniały istotne rozbieżności w stosunku do niektórych zaleceń, jednak pomimo to w roku 1971 osiągnięto porozumienia odnośnie do trójetapowego wprowadzania UGW. Zawirowania ekonomiczno-gospodarcze lat 70., w tym między innymi: upadek systemu z Bretton Woods (odejście od standardu złota), upłynnienie kursu dolara przez Stany Zjednoczone i kryzys naftowy uniemożliwiły bliższe związanie ze sobą walut krajów członkowskich Wspólnoty. Szybki wzrost inflacji i jej zróżnicowanie w krajach członkowskich negatywnie wpłynęły na urzeczywistnienie projektu węża w tunelu, który po kilkuletnich modyfikacjach stał się pierwszym ERM.
To wtedy zaproponowano powstanie poprzedniczki euro – ecu (Europejska Jednostka Walutowa).
Raport P. Wernera przewidywał kilkustopniową realizację unii gospodarczo-walutowej. Pierwszy etap miał trwać 3 lata i tylko dla niego zostały określone konkretniejsze zalecenia. Ostatni etap miał przypaść na 1980 r.
W związku z tezami zawartymi w raporcie utworzonym przez P. Wernera Rada podjęła kilka decyzji:
- ustanowienie średnioterminowej pomocy finansowej dla utrzymania wahań kursów walutowych w wyznaczonych granicach (23.03.1971 r.),
- powołanie Europejskiego Funduszu Współpracy Walutowej (03.04.1973 r.),
- zwiększenie krótkoterminowej pomocy walutowej (18.02.1974 r.),
- utworzenie Komitetu Współpracy Gospodarczej (18.02.1974 r.),
- powołanie Europejskiego Funduszu Rozwoju Regionalnego (10.02.1974 r.),
- emisja pożyczek przez Wspólnotę (17.02.1975 r.),
- ustanowienie europejskiej jednostki rozrachunkowej i jej zastosowanie do niektórych rodzajów działalności Wspólnoty (18.03.1975 r.),
- pakiet 18 wytycznych w sprawie likwidacji przeszkód technicznych w handlu (29.06.1976 r.),
- wydanie sześciu wytycznych w sprawie harmonizacji podatku od wartości dodanej (17.05.1977 r.),
- przyjęcie dla celów budżetowych europejskiej jednostki rozrachunkowej

(21.12.1977 r.).
Pierwszy etap wprowadzania w życie Unii Gospodarczej i Walutowej rozpoczął się w 1970 roku, ale założenia planu nie zostały zrealizowane z powodu światowego kryzysu walutowego i energetycznego. Spowodował on załamanie się węża walutowego, uniemożliwiając w konsekwencji przejście do zakładanego na rok 1974 drugiego etapu Unii Gospodarczej i Walutowej.